# شركة ران
شركة ران (بالإنجليزية: Sherkat-e Ran)‏ هي مستوطنة تقع في Poshtkuh Rural District في إيران. يقدر عدد سكانها بـ 11 نسمة .